# Silnice I/10 (Slovensko)
Silnice I. třídy 10 (I/10) je silnice I. třídy v trase Bumbálka- Makov, št. hr. – Bytča (– Žilina). Silnice vznikla oddělením od silnice I/18 k 1. srpnu 2015 a v celé délce po ní vede Evropská silnice E442.

## Průběh
Komunikace začíná na horském přechodě Bumbálka (870 m n. m.), kde navazuje na českou silnici I/35 a pokračuje k obci Makov, před kterou se kříží se silnicí II/487 do Velkých Karlovíc. V Makově se kříží s III/2019, III/2021 a silnicí II/487, následně stoupá do horského sedla Javorník (785 m n. m.) a pokračuje klesáním k obci Kolárovice. Za ní kříží silnice III/2000, pred Bytčou III/2006 a přímo v městě silnici II/507. Mostem překonává řeku Váh a následně končí křižovatkou s I/61.